# تراماتین
تراماتین (به انگلیسی: Traumatin) با فرمول شیمیایی C۱۲H۲۰O۳ یک ترکیب شیمیایی با شناسه پاب‌کم ۵۳۱۲۸۸۹ است؛ که جرم مولی آن ۲۱۲٫۲۸۵۴ g/mol می‌باشد.